# Malużyn
Malużyn – wieś w Polsce, położona w województwie mazowieckim, w powiecie ciechanowskim, w gminie Glinojeck, nad rzeką Wkrą.
| SIMC    | Nazwa           | Rodzaj    |
| ------- | --------------- | --------- |
| 1053790 | Budy Podmłockie | część wsi |
| 1053820 | Konradowo       | część wsi |

W latach 1975–1998 wieś administracyjnie należała do województwa ciechanowskiego.
Parafia w Malużynie istnieje od około 1410 roku. Jej fundatorem był Piotr Grzywa, dziedzic Radzymina i Malużyna, występujący w latach 1411–1424. Parafię erygował bp Jakub z Korzkwi.
Około 1470 r. miał miejsce pożar świątyni. Dnia 21 listopada 1470 r. bp Ścibor z Gościeńczyc wystawił dokument potwierdzający pierwotne uposażenie. Prawdopodobnie w tym czasie zbudowano murowane prezbiterium. Prawdopodobnie około 1640 r. przebudowano drewnianą część kościoła, a powstały w ten sposób budynek konsekrował 16 maja 1649 r. bp Wojciech Tolibowski. Obok kościoła znajduje się dzwonnica z 1655 roku.
W ciągu wieków świątynia była wielokrotnie remontowana: 1693, 1772, 1817, 1882, 1952 r. Spośród zabytków sztuki sakralnej na uwagę zasługują: wczesnobarokowy ołtarz główny z pierwszej połowy XVII w., ambona z XVII w. oraz figura Matki Bożej z Dzieciątkiem z połowy XVI w.
Kościół parafialny pw. św. Wojciecha zawiera w sobie elementy z różnych epok. Gotyckie prezbiterium wzniesiono w pierwszej połowie XVI wieku, Drewniana nawa została zbudowana w 1780 roku i uzupełniona neogotycką wieżyczką w drugiej połowie XIX wieku. Całość wpisana jest do rejestru zabytków pod nr A-65 z 21.11.1957.
We wsi znajdują się również pozostałości parku dworskiego z pierwszej połowy XIX wieku, z cennymi okazami jesionów. Park jest wpisany do rejestru zabytków pod nr A-196 z 1.06.1980.